# Xã Agder, Quận Marshall, Minnesota
Xã Agder (tiếng Anh: Agder Township) là một xã thuộc quận Marshall, tiểu bang Minnesota, Hoa Kỳ. Năm 2010, dân số của xã này là 109 người.